# Udava
Udava (pol. Udawa) – rzeka we wschodniej Słowacji, lewy dopływ Laborca w zlewisku Morza Czarnego. Długość – 38,3 km. 
Źródła Udavy znajdują się na wysokości 690 m n.p.m. w paśmie Bukovce słowackich Bieszczadów (Bukovské vrchy), tuż nad granicą słowacko-polską, koło polskiej wsi Solinka. Stamtąd rzeka płynie na południowy zachód przez Bieszczady i ich południowe pogórze, a następnie skręca na południe. Uchodzi do Laborca tuż na północ od miasta Humenné.
W 1938 r. do Polski przyłączono źródłowisko Udawy (koło Balnicy w Bieszczadach), przez które przejeżdżała kolejka wąskotorowa z Łupkowa do Cisnej).